# 紀元前195年
紀元前195年（きげんぜん195ねん）は、ローマ暦の年である。ローマ建国紀元559年、マルクス・ポルキウス・カト・ケンソリウスとルキウス・ウァレリウス・フラックスが執政官の年。

## 他の紀年法
- 干支 : 丙午
- 日本
  - 孝元天皇20年
  - 皇紀466年
- 中国
  - 前漢 : 高祖12年
- 朝鮮
  - 檀紀2139年
- 仏滅紀元 : 350年
- ユダヤ暦 : 3566年 - 3567年

## できごと

### カルタゴ
- カルタゴの行政と立法を改革したため、ハンニバルはカルタゴの一部の貴族の不興を買い、また共和政ローマからもセレウコス朝の王アンティオコス3世を扇動してローマに反抗させたと非難された。ローマはカルタゴにハンニバルの引き渡しを要求したが、ハンニバルは自ら国外に亡命した。

### セレウコス朝
- ハンニバルがアンティオコス3世によってエフェソスに匿われ、その相談相手になると、アンティオコス3世とローマの間の緊張が高まった。
- ローマの外交官が干渉すると、アンティオコス3世はプトレマイオス朝との戦争を中断した。平和条約によって、アンティオコス3世は公式にシリア南部の領有を認められ、アナトリアのエジプト領土も手に入れた。

### 共和政ローマ
- カトがヒスパニアで決定的勝利を収めた[1]。ヒスパニアの原住民の反乱を屈服させ、グアダルキビール川まで勢力を広げた。
- オッピウス法の廃止が護民官によって提案されたが、同僚護民官の反対にあった[2]。紀元前215年に成立した、女性に高価な金の所持や紫の服の着用、市内での馬車の利用を禁止した法で、カトも廃止に反対したが、女性が反対派護民官を取り囲む騒動に発展して結局廃止された[3]
- プロコンスル（前執政官）クィントゥス・ミヌキウス・テルムスが帰国し、ヒスパニア・キテリオルでの成功を凱旋式で祝った[4]。
- グナエウス・セルウィリウス・カエピオ (紀元前203年の執政官)、マルクス・クラウディウス・マルケッルス (紀元前196年の執政官)らからなるレガトゥス（使節）がカルタゴへ送られた[4]。

### ギリシア
- ナビス戦争
  - ナビスが支配するスパルタが、ティトゥス・クィンクティウス・フラミニヌスなどが指揮するローマ、アカイア同盟、アッタロス朝、ロドスなどの連合軍に敗北。
  - 同年に開催された「ネメア競技祭」においてフラミニヌスはナビスと講和を結んだ。

### エジプト
- ギリシアの批評家、文法学者であるビザンティオンのアリストパネスがアレクサンドリアの司書長になった。

### 中国
- 前漢の首都長安が、マウリヤ朝の首都パータリプトラを抜いて、当時世界最大の都市になった。

### 朝鮮
- 衛満が準王の箕子朝鮮を滅ぼして、衛氏朝鮮を建国する。

## 誕生
- ミトラダテス1世、パルティア王（+ 紀元前138年）

## 死去
- 劉邦、前漢の初代皇帝（* 紀元前256年または紀元前247年）
- 英布、前漢初期の武将（* 生年不詳）
- デクサゴリダス、スパルタの武将（* 生年不詳）